# Kosmos 1774
O Kosmos 1774 (em russo: Космос 1774, significado Cosmos 1774) foi um satélite soviético de sistema de alerta que foi lançado pela antiga União Soviética como parte do programa Oko. O satélite foi projetado para identificar lançamentos de mísseis usando telescópios ópticos e sensores infravermelhos.
Foi lançado em 25 de outubro de 1988 às 18:02 GMT do Cosmódromo de Plesetsk, União Soviética (atualmente na Rússia). O satélite foi posicionado em uma órbita Molniya, característica pelo seu apogeu bem alto. O satélite acabou reentrando na atmosfera da terra em 02 de novembro de 2010.